# Socialistická akademie
Socialistická akademie (zkratka SAK) byla socialistická ideologická („výchovně osvětová“) organizace. Telefonní seznam z roku 1950 uvádí adresu Celetná 988/38 (funkcionalistický městský dům s kinem Sevastopol, označovaný dnes jako palác Broadway).

## Československo
Československá Socialistická akademie byla založena po sovětském vzoru roku 1936; jejími předsedy byli mj. komunističtí teoretici Zdeněk Nejedlý nebo Ladislav Štoll.
V roce 1952 byla přejmenována na Československou společnost pro šíření politických a vědeckých znalostí. Jednalo se o společenskou organizaci (formálně nezávislou na Komunistické straně Československa), s ústředním výborem, krajskými výbory, okresními výbory, pobočkami. Posláním bylo pořádání přednášek v místech a podnicích, vydávání propagandistických příruček. (Přezdívána byla „společnost s dlouhým názvem“.) V roce 1965 změna názvu na Socialistická akademie, od roku 1973 federativní uspořádání. Byla členskou organizací Národní fronty. Ukončení činnosti v roce 1990. Zřídila nakladatelství Horizont.
V letech 1973–1989 byl jejím předsedou jeden z předních oficiálních marxistických teoretiků Vladimír Ruml.
Později byla docentem Chaloupkou přeměněna na Akademii Jana Amose Komenského, jež se posléze stala vysokou školou, působící pod názvy Univerzita Jana Amose Komenského Praha a později AMBIS vysoká škola.

## Sovětský svaz
Sovětská akademie byla založena v roce 1918 jako Socialistická akademie společenských věd, v letech 1919–1924 se nazývala Socialistická akademie a poté Komunistická akademie. Sídlo měla v Moskvě, roku 1929 vznikla pobočka v tehdejším Leningradě.